# Østfoldbanen
Østfoldbanen – linia kolejowa biegnąca z Oslo w Norwegii do Kornsjø na granicy ze Szwecją. Linia przebiega przez Follo i Østfold. Linia została otwarta w 1879 roku jako Smaalensbanen. Pomiędzy Ski i Sarpsborg znajduje się linia Østfoldbanens østre linje.
Linia ma długość 171 km, natomiast długość Østre linje wynosi 77 km. Linia jest dwutorowa z Oslo S do Moss, a cała linia jest zelektryfikowana. Pociągi towarowe jak i pasażerskie na linii są obsługiwane przez Norges Statsbaner. Kolej Dojazdowa Oslo obsługuje takie stacje jaki Saki, Moss i Mysen. Ponadto kursują także pociągi regionalne do Haldenu i Göteborga w Szwecji.

## Stacje na linii
Wytłuszczonym drukiem zaznaczono stacje przesiadkowe.
- Oslo Sentralstasjon
- Nordstrand
- Ljan
- Hauketo
- Holmlia SKM linia 560
- Rosenholm
- Kolbotn
- Solbråtan
- Myrvoll
- Greverud
- Oppegård
- Vevelstad
- Langhus
- Ski SKM linia 500
- Ås
- Vestby
- Sonsveien
- Kambo
- Moss SKM linia 550
- Rygge
- Råde
- Fredrikstad
- Sarpsborg
- Halden